# 贺炎藩
贺炎藩（1910年11月—1996年4月17日），江西省莲花县花塘人。中国人民解放军开国大校。

## 生平
1928年6月参加中国工农红军，1931年1月入党。历任班长、排长。随红六军团参加长征。
抗战爆发后，1937年9月任八路军驻晋办事处学兵大队区队长、中队长、营长、八路军第三五九旅雁北支队第二大队大队长、雁北支队参谋长、第三五九旅特务团参谋长、第三五九旅后勤部副部长。
抗战胜利后赴东北，任长春市公安局公安总队第一大队大队长，黎原任教导员(后改称政委)。贺炎藩长期担任这支部队的军事首长，相继改编称东北民主联军吉黑纵队第一大队任大队长、吉林军区警卫第一团任团长、吉北军分区基干一团任团长、东北民主联军独立第三师第7团任团长。这支部队最后发展为东野十纵二十九师八十五团、中国人民解放军第四十七军第140师418团。1949年2月调任第四野战军第五十军第150师副师长。
中华人民共和国成立后，1955年3月至1958年11月27日任天津市公安总队总队长、1962年1月至1965年2月任上海市公安总队政委等职。
1955年9月被授予公安军大校军衔。荣获三级八一勋章，二级独立自由勋章，二级解放勋章。1988年7月二级红星功勋荣誉章。
因病在江西吉安逝世。